# 体温
体温（たいおん、英: body temperature, BT、独: Körpertemperatur, KT）は、体の温度のことである。

## 動物の体温

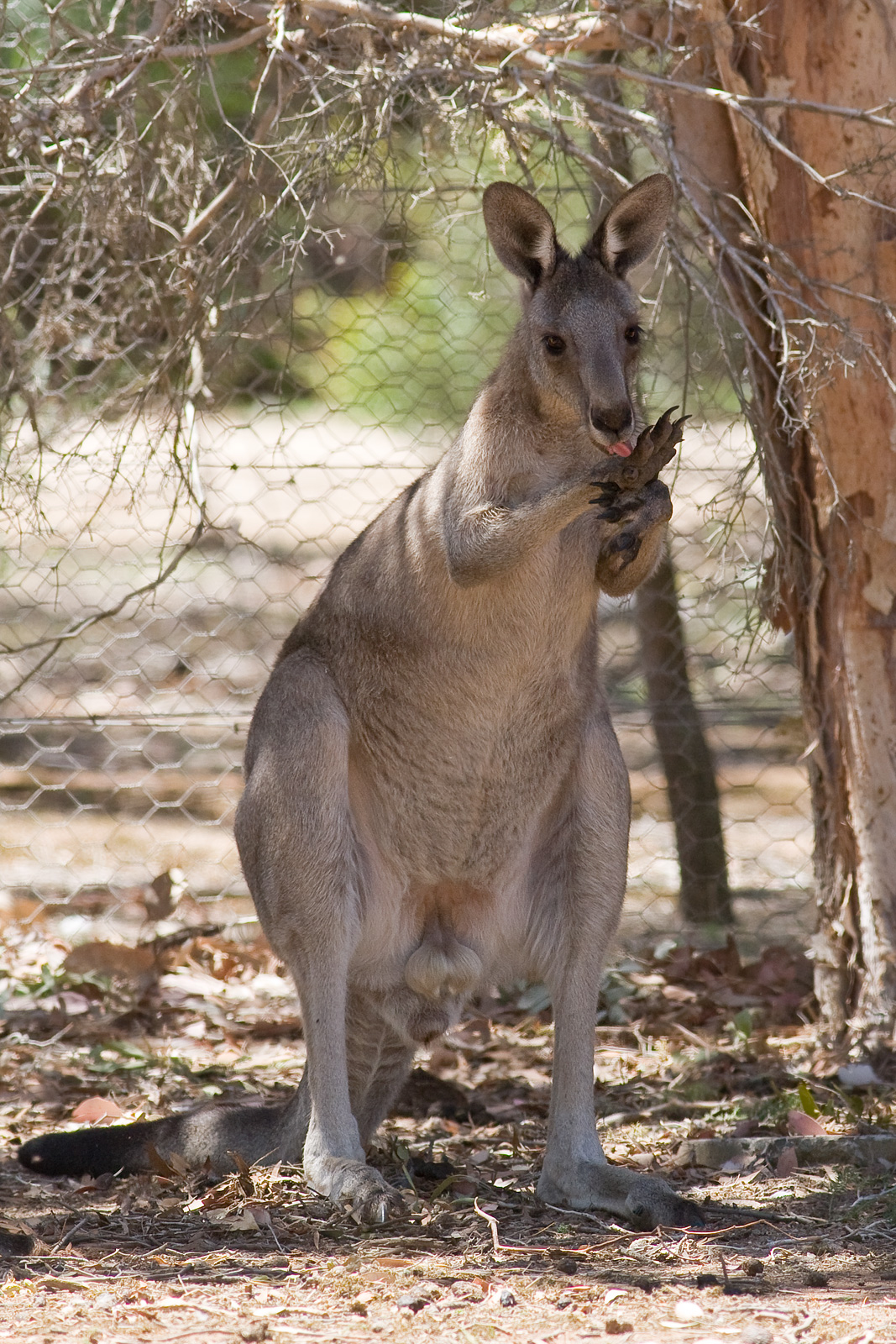
日陰に入り、体を舐めるリッキングによる気化熱で暑さに耐えるカンガルー

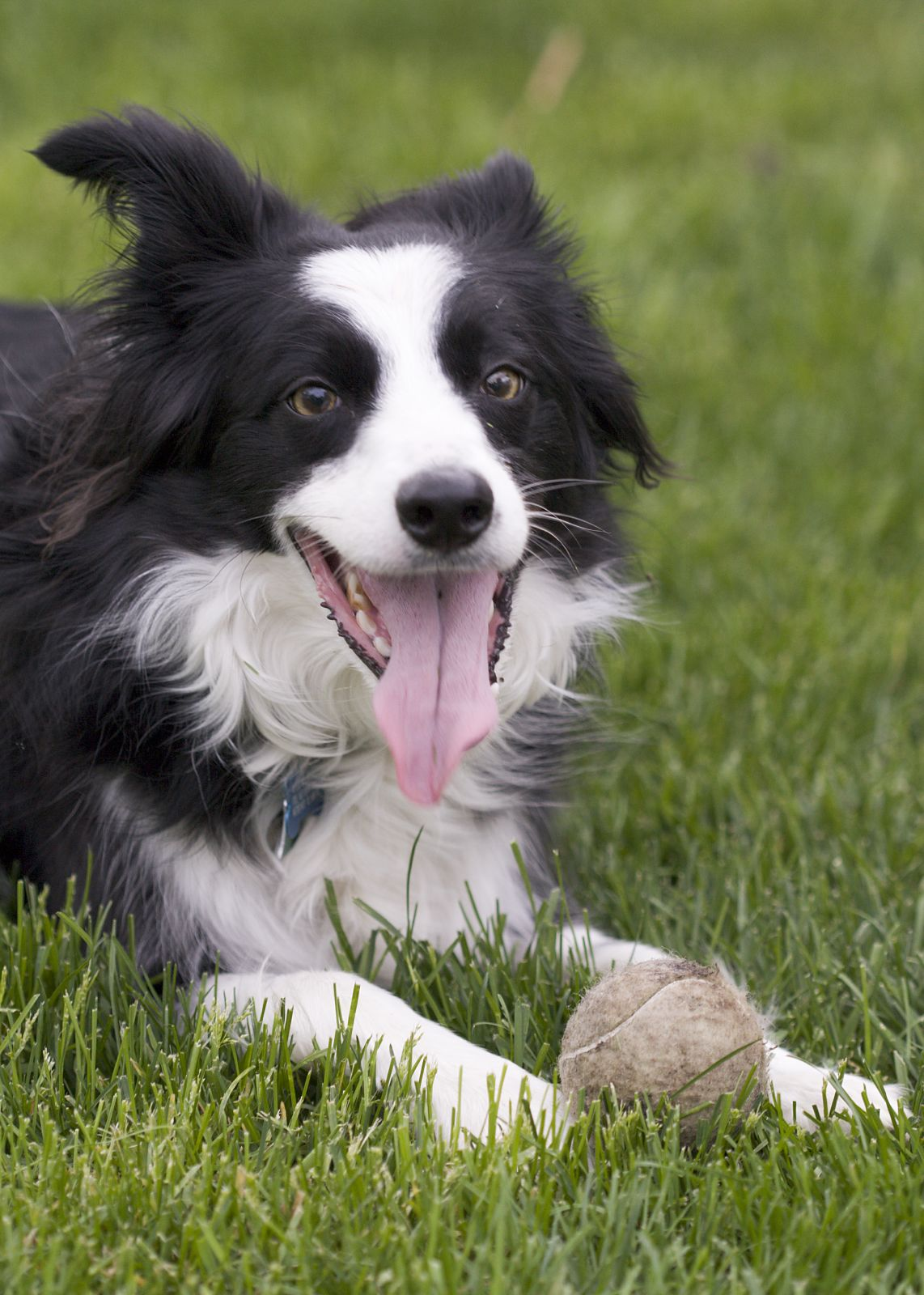
舌を出して体表面積を広げ、舌と気管での気化熱、浅速呼吸（パンティング）によって放熱している犬。犬や猫などの毛皮を持つ動物は、汗腺から出る汗による気化熱が期待出来ず、足裏にしか汗腺がない。猫の場合は体をなめるリッキングにより汗の代わりにする。

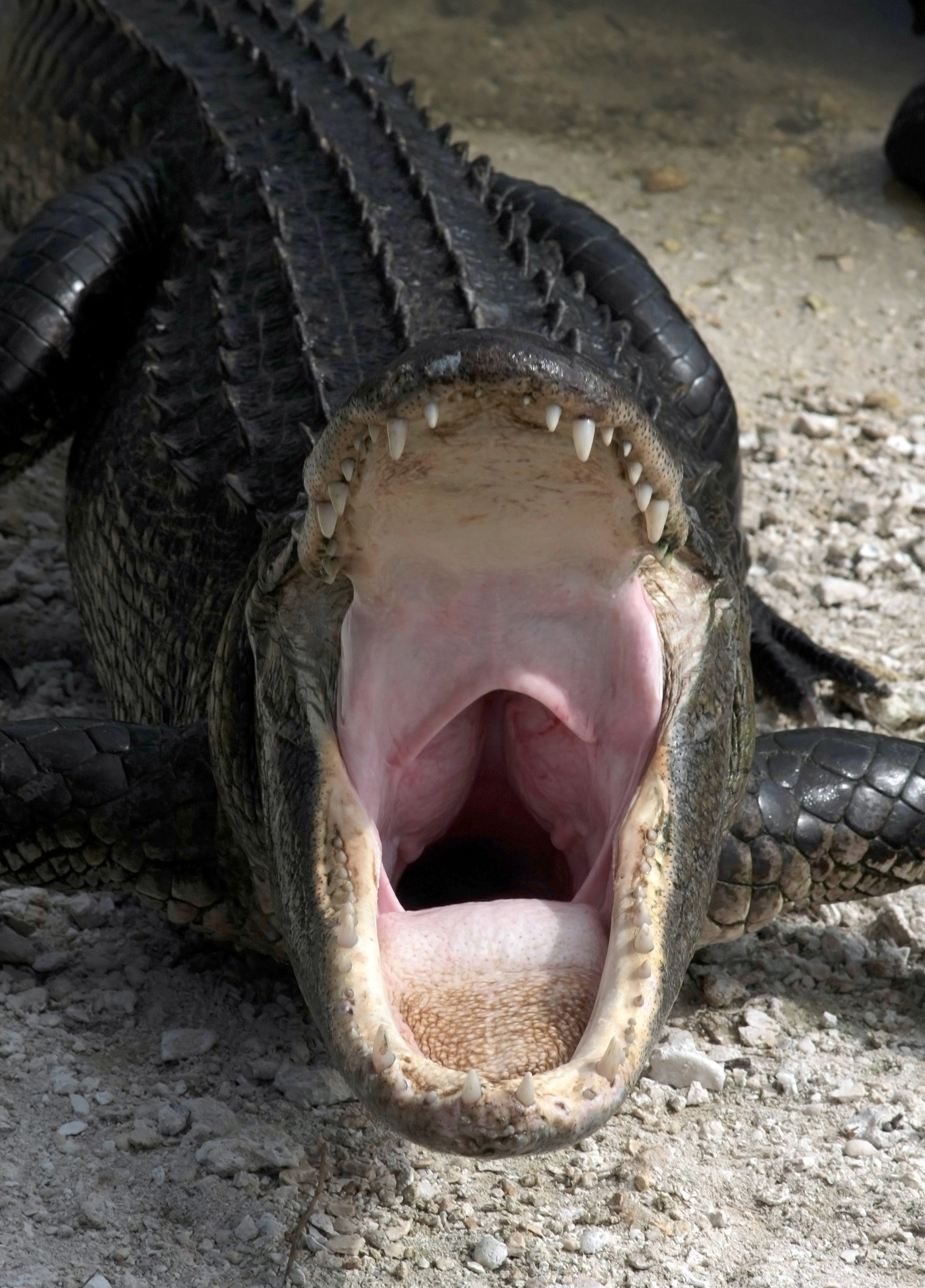
口を開けて放熱しているとされるワニ。

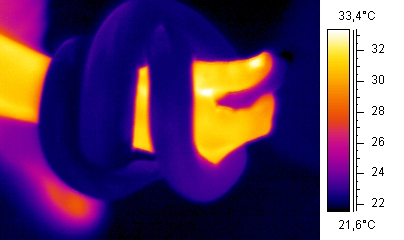
人間の腕に絡まる蛇のサーモグラフィ画像。恒温動物は熱放射、汗や唾液などの気化熱、水や風などとの熱伝導によって熱を下げる。

動物の体の中の様々な化学反応は温度による影響を大きく受けるため、これによって動物の行動や活動も周辺環境の影響を大きく受ける。また、それは体温（熱）の発生源でもある。
体温は、その動物の周囲の温度とその動物の体内で作られる熱エネルギーによって変化する。動物が激しく活動をすれば、多くの熱エネルギーを生じるので体温は上がり、逆に、大きな活動をするためにはある程度以上の体温が必要でもある。体温が低すぎれば活動できず、高すぎても良くない。

### 恒温動物と変温動物
体温を調節するしくみを基準に動物を分類すると、周囲の環境条件に寄らずほぼ一定の体温を維持することの出来る恒温動物と、周囲の環境の温度の変化に応じて体温が変化する変温動物の二種類に区分されることが多い。しかし、恒温動物と変温動物の体温調節能力は段階的であり、両者は厳密には区分できない。鳥類や哺乳類の多くは、日周体温変動がごくわずかな典型的な恒温動物であり、それ以外の種も内分泌系による自律的な何らかの体温制御能力を持っている。それ以外の爬虫類や魚類、昆虫などに属する種の多くは（決して「全て」ではない）内分泌系ではほとんど体温制御を行わない（体温制御そのものを行わないわけではない）典型的な変温動物である。
恒温動物にあっては、食物を体内で化学分解することにより発生する熱が体温の源となっている。このように発生した熱によって暖められた血液等の体液が血管などを通じて全身に循環することで生物は熱を持つこととなる。
恒温動物の場合、一定の体温から大きく変動すると生命の危機に立たされることとなる。その状態が長く続けば死につながるので、何らかの手段を用いて体温を維持し続ける必要がある。そのため体温が上昇したときは汗を流して体温を下げ（犬のように汗をほとんど流さず、体温の調節は浅速呼吸（パンティング）によって行っている恒温動物も存在する）、逆に体温が下降したときは体内の脂肪を分解して熱を得ることで体温を上昇させようとする。
一般に恒温動物の体温は体の部分によって微妙に異なる値をとる。傾向として、体の中心ほど体温は高く、表面に近いほど体温は低くなる。
恒温動物が通常の体温を下回ると低体温症と呼ばれる症状が発生することがある。ヒトの場合、風雨（雨で濡れた状態で風を受けること）などでも簡単に起きてしまい、35°C以下になると軽度の低体温症となり、30 - 25°Cで幻覚・錯乱が起き、それより低下すると死亡する危険が高まる。
変温動物であっても、種類によって活動をおこなうために適した体温の範囲が存在する。体温がその範囲を逸脱すると活動性が極端に鈍くなったり、死亡したりする。風邪などの疾病に罹った際は、発熱により病原体の増殖抑制や免疫機能の活性化が行われるが、高熱が続くと体力の消耗や脳などへの障害を及ぼす危険がある。
ヒト（人間）特有の体温調節の補助行動として、被服の着脱（被服行動）をあげることができる。着用による保温性の向上で体温低下に備えるほか、太陽光の遮蔽や通気の調節で体温上昇に抗することも可能である。

### 体温の生産
生物が体温を生産することを熱産生と呼び、以下の種類に分類される。
- 食事誘発性熱産生（英語版）(特異動的作用) ‐ 食後の代謝による発熱。
- 運動性活動熱産生 (Exercise-associated thermogenesis、略：EAT) ‐ 運動による発熱
- 非運動性活動熱産生（Non-exercise activity thermogenesis、略：NEAT） - 生きている状態を維持するための発熱。

### 主な動物の平均体温
動物の平均体温は表のとおりである。
| 動物   | 平均体温（摂氏） |
| ------ | ---------------- |
| 鶏     | 42.0度           |
| 豚     | 39.0度           |
| やぎ   | 39.0度           |
| ひつじ | 39.0度           |
| うさぎ | 39.5度           |
| 牛     | 38.5度           |
| 犬     | 38.5度           |
| 猫     | 38.5度           |
| 馬     | 37.5度           |
| ヒト   | 36.0度           |

### 動物の体温の関連項目

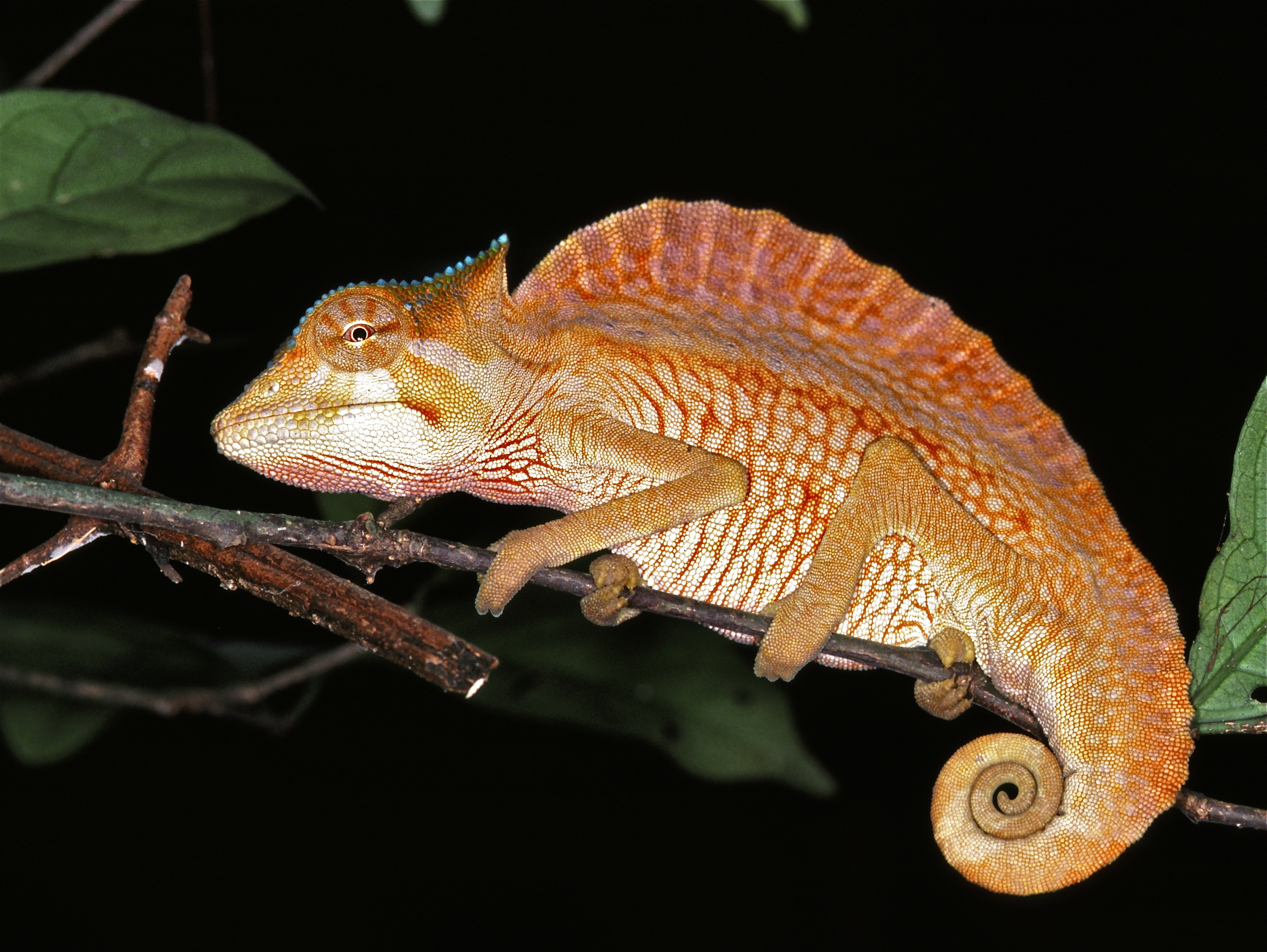
帆を持つクレステッドカメレオン

- ベルクマンの法則 - 同じ種でも寒い地方に住む動物は体格が大きくなり耐寒性を獲得している。
- アレンの法則 - 寒冷地では、体表面積を減らすために手・足・耳など体の突出部が小さくなる傾向。
- 鳥肌（さぶいぼ） ‐ 体表の毛を立たせて空気の層を厚くすることで耐寒性を上げる。人間の体表で鳥肌となるのは、毛深かったころの名残であるとされる[5]。
- 皮骨板 ‐ 熱交換にも寄与する
- 換毛期 - 換毛によって夏冬に対応する。
- 慣性恒温性（英語版） - 大きな動物はすぐには体温の変化を起こさない。
- 乾性動物（英語版） - 暑くて水が不足している環境に棲む動物。汗による蒸発を避けて、暑さに対して何かしらの対策を行う必要がある動物。
- 外温動物（英語版） - 太陽光などの外部熱源を頼りに活動を行う生物
- 不凍タンパク質 ‐ 寒冷環境において魚や昆虫などが凍結防止に保有するタンパク質。
- くちばし - 鳥のくちばしの表面化には血管が張り巡らされており、外気と接しやすいため放熱に使われている[6]。
- 帆 (生物の器官)（英語版） ‐ ディメトロドンやカメレオンに見られる背中にある帆状の器官。体温調節のためにあったとする説がある[7][8]。
- 鹿の袋角 ‐ 血管が発達しており、春から夏にかけての体温調整・脳温調節作用があるとされる[9]。
- 色素胞 - 体表の体色を決める色素細胞。カメレオンは体温が低いときは暗く、高いときは明るい色に変えて体温を調節する[10]。
- 泥浴び（英語版）（ぬたうち）・水浴び ‐ 沼田場などの泥などを浴びて、気化熱によって体温を下げる[11][12]。
- 水温 - 魚種によって好む温度（選好温度、preferred temperature）がある。あまりに寒かったり、暑いと死亡する。無限時間における50％致死温度は初期致死温度と呼ばれ、熱い場合は upper incipient lethal temperatures (UILT）、寒い場合を Lower incipient lethal temperatures（LILT） と呼ぶ。
- 回遊・渡り - 魚や鳥は、適温になる環境へ移動する。
- 体温調節（英語版）
- 奇網 - 静脈と動脈を近くに置いて熱交換することで、体表は水温や気温に近い温度となり、内臓には暖かくなった血を巡らせることができる。
- クレプトサーミー（英語版） ‐ 寒くなると同種もしくは別種の動物が身を寄せ合い熱交換する状態。

### 恐竜の体温
恐竜恒温説というものがあったが、恒温動物でも変温動物でもなく、不完全な恒温をもっていたとされる。その証拠とは、卵殻の主成分である炭酸カルシウムに含まれる希少な放射性同位元素である炭素13と酸素18の凝集具合から体温が割り出され、母親が卵殻を形成したときの体温が推測された。マイアサウラは44℃、トロオドンは36‐27℃、ティタノサウルス類は約36℃で、当時の外気温の変動を受ける変温動物の殻の化石と比較して体温が高いことから、熱を自分で生み出していたことが推測された。

## ヒトの体温

人間の体温の日内変動。（1910年のブリタニカ百科事典第11版、「Animal Heat」項目の数値に基づく）

日本の資料では、たいてい「ヒトの体温は正常時には個人差があるが35‐37度前後の比較的狭い範囲内で調節維持されている」と解説されている。英語圏の医学文献では「平均体温が 98.6°F (37°C)」と解説されており、「ヒトの体温の範囲は97°F (36.1°C) ‐ 99°F (37.2°C)」と解説されている。
体温が一定の範囲から逸脱すると体温調節機構は正常に機能しなくなり極度になると生命に危険が及ぶこともある。
体温が摂氏42度以上にまで上昇すると死亡率は80%以上となり、反対に体温が摂氏25‐27度にまで下降すると心室細動を起こして死に至ることもある。ただし、全身麻酔の状態では人為的に低体温に対する反応が予防されており医療分野では低体温麻酔などにも応用されている。
ヒトの体温は、発熱や低体温の場合も含めて、大半の場合30度台であることから、日常語としては例えば37.5°Cの場合「7度5分」というように、先頭（十の位）の3を省略して呼ぶことがある。

### 体温の種類
- 腋窩温（えきかおん）
腋の下（腋窩）で測定される体温。一般的に日本では、ヒトの体温と言えば腋窩温を意味する[23]。電気的温度計の発達により測定が容易となった[23]。ただし、非常に痩せていて腋の下に閉鎖体腔が形成されないような場合、末梢循環不全で皮膚血管の収縮がある場合、発熱に対処するため体表冷却を行っている場合には正確な腋窩温は測定が困難である[23]。
- 口腔温・舌下温
口腔（舌下部）で測定される体温。外頸動脈部領域に存在し血管収縮の影響を受けにくく中枢温に近い体温を測定できる[23]。
- 食道温
食道で測定される体温。心臓に近い位置にあって血液の温度や脳の温度との相関性があるため中枢温として認められている[23]。しかし、口腔や食道に潰瘍を形成するおそれがある場合など食道温の測定が不適切とされる例もあり、実際には開心術において直腸温との差を測定したり直腸切断術において直腸温に代えて測定される場合など限定的に用いられている[23]。
- 直腸温
直腸で測定される体温。直腸温は食道温とともに中枢温として認められている[23]。全身麻酔中や集中治療室などで体温を連続モニターで測定する場合に用いられる[23]。ただし、腹部内臓血流の減少時など体温が低く出る場合があるほか、体動が激しい場合や循環障害がある場合などには不適切な方法である[23]。
- 鼓膜温または外耳道温
鼓膜温は鼓膜で測定される体温で血液の温度に近く脳の温度とも相関性がある[23]。しかし、鼓膜温の測定は鼓膜を傷つけるおそれがあるため、鼓膜温に代えて外耳道で測定する外耳道温を測定することが多い[23]。

### 体温の測定
体温を測定する場合、体温計やサーモグラフィーが用いられる。体温計は脇の下や耳など体の一部に接触させて計測する機器である。サーモグラフィーは体内から放射される遠赤外線から体温を測定するもので、体の広い範囲の体温を図として見ることができる。
人間の体温の測定は、通常は測定しやすい腋窩や口腔、直腸にプローブ（体温計）を挿入して測定する。体温は環境温度の影響を受けにくい身体深部の温度を核心温度（深部体温）、影響を受けやすい表層の温度を外殻温度（皮膚温、体表面温）という。
核心温度は、環境の変動によっても温度が変化しない生態の核心部（頭腔、胸腹腔など身体深部）の温度で、外殻温度と異なり体温調節により一定に調節されている（恒温動物で37℃くらい）。直腸温、口腔温、腋窩温、鼓膜温が測定される。通常、直腸温は腋窩温よりも0.5℃高い。温度センサーつきのカテーテル類で膀胱温や肺動脈血温などが測定可能である。赤外線鼓膜体温計や体表から深部の温度を測定可能な深部体温計の開発もされている。
外殻温度は、生態の外層部の温度であり、環境温度によって変化する。体表面に近いほど環境温度に近くなる。一般的に、核心温度は37℃前後であり、外殻温度は34℃程度である。その環境によって変動の幅は大きい。体表面温度はサーモグラフィなどで計られる。

### 高熱・低温時の変化
高熱
体温が42℃を超えるとタンパク質の熱凝固が始まり、44℃では短時間でも酸素系に不可逆的な変化がおきて、45℃以上では短時間でも死亡する可能性がある。
低体温
中心体温が33℃以下になると、震えや脈拍が弱くなるなどの耐寒反応の低下が起きて、筋硬直、呼吸数の低下、徐脈や不整脈などが起きる。中心体温が30℃以下になると心室細動、昏睡状態に陥り、凍死する場合がある。低体温になると、脳の酸素消費が低下することから、脳損傷時、手術などで酸素が難しい状況などの場合は、低体温にして脳保護、脳低温療法(体温管理療法、Targeted Temperature Management)が行われる。

### 病気による発熱
風邪などのウイルスが侵入すると、免疫が活動しやすいよう視床下部が発熱を命令して筋肉を震わせて熱産生を行う。
児童（6か月から5歳ごろ）の場合は、38℃以上の発熱時に熱性けいれんが起きる場合がある。

## 植物の体温
1980年代後半に、植物が体内温度を調節しているという「limited homeothermy」の考え方が広まったが、そういった能力を持つ植物は一部である。
気孔の閉鎖によって葉温を変化させたり、ハスやザゼンソウなどは自ら発熱する。
外気より0.5℃以上になるよう自ら発熱する植物は、発熱植物と呼ばれる。逆に高温・乾燥環境で蒸散によって5℃以上温度を下げる植物として、アザミの一種のクラスタード・カルニナ・シスルが報告されており、最も熱い時間に冷却が開始されることから植物自身がスイッチを操作していることが示唆された。この植物の冷却能力を発見した研究者は、スペインのbotijoという素焼き水飲み容器が水を表面から出して自己冷却する仕組みと同じことから、botijo effectと呼んでいる。
高緯度の寒い地域の植物では、針葉樹のように葉の表面積を小さくしたり、夏の間だけ大きな葉をつけるなどが行われる。低緯度の暑い地域では、太陽光の一部を反射させる葉、垂れ下がり太陽光の入射面積を低下させる葉、大きな葉で蒸散を盛んに行うなどが行われる。
また、綿毛で保温する植物は、セーター植物と呼ばれる。また、自分の葉で温室のように自身を覆い保温する植物は温室植物と呼ばれる。

## 参考図書
- 入來正躬　『体温生理学テキスト』